# San Ignacio de Álvarez
San Ignacio de Álvarez är en ort i Mexiko.   Den ligger i kommunen Pénjamo och delstaten Guanajuato, i den centrala delen av landet, 300 km väster om huvudstaden Mexico City. San Ignacio de Álvarez ligger 1 709 meter över havet och antalet invånare är 535.
Terrängen runt San Ignacio de Álvarez är platt åt nordost, men åt sydväst är den kuperad. Runt San Ignacio de Álvarez är det ganska tätbefolkat, med 104 invånare per kvadratkilometer. Närmaste större samhälle är Numarán, 12,8 km väster om San Ignacio de Álvarez. I omgivningarna runt San Ignacio de Álvarez växer huvudsakligen savannskog.